# Mesolimulus
Mesolimulus es un género de artrópodo extinto. Originalmente fue asignado al género viviente Limulus. Está emparentado y es muy similar al cangrejo herradura moderno.
Los ejemplares mejor conocidos fueron hallados en las calizas de Solnhofen, cerca de la localidad de Solnhofen, Baviera, Alemania. Otras especies asignadas a Mesolimulus han sido registradas en España, Marruecos, Siberia y (cuestionablemente) el Líbano.

## Kouphichnium

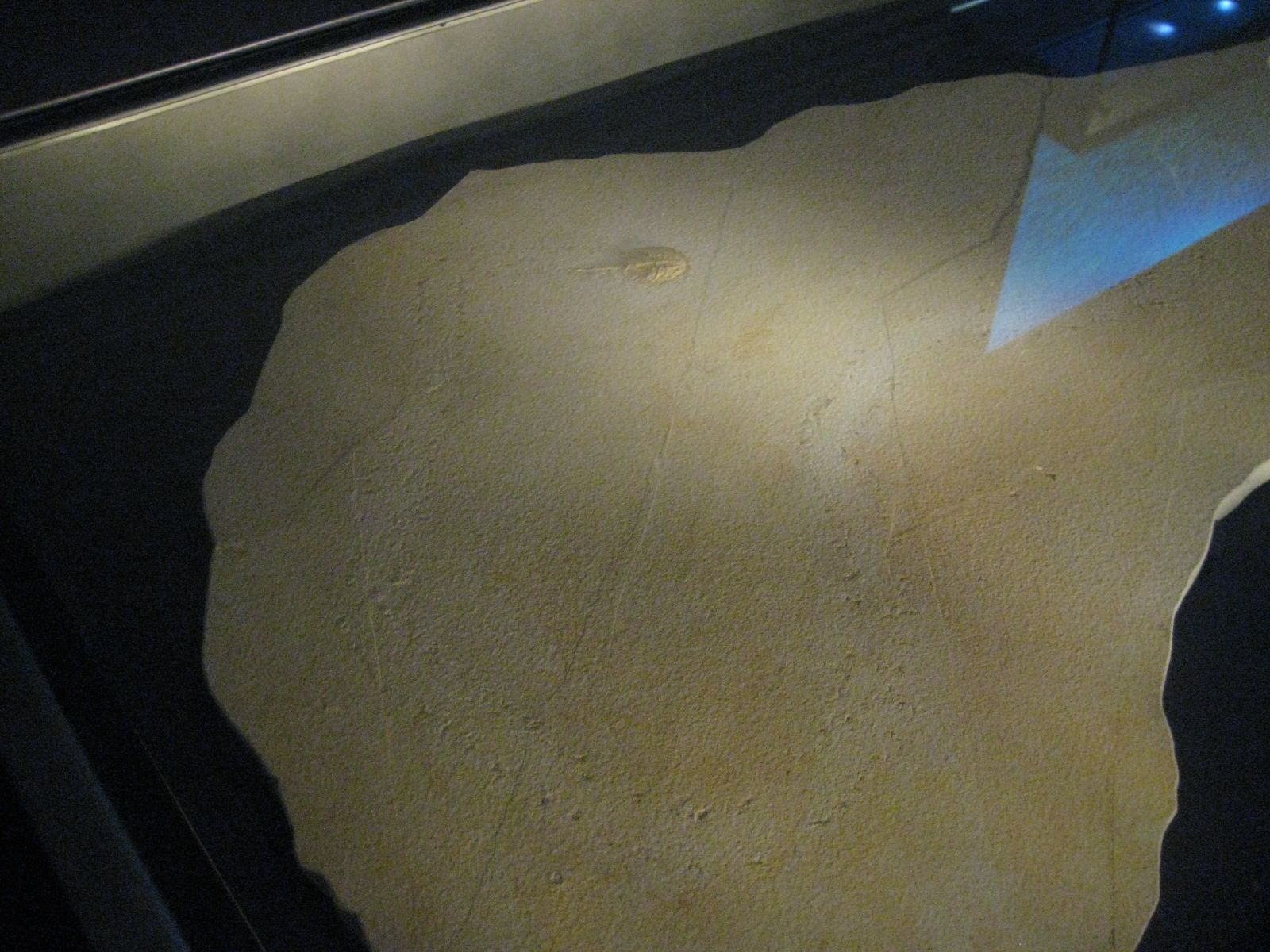
Mesolimulus walchi Fósil y pista

Antes del hallazgo de las huellas junto con el organismo que las hizo, se pensó que los rastros dejados por estos animales en Solnhofen habían sido hechos por pájaros o pterosaurios, debido a que contienen una marca con forma de cruz comparable con la típica  impresión de una pata de pájaro. Posteriormente fueron correctamente identificados como huellas de artrópodo y nombradas como Kouphichnium walchi, a partir del hallazgo de ejemplar de Mesolimulus desplazándose en círculos antes de morir.
La última pata de los cangrejos herradura más avanzados está modificada en una suerte de "empujador", que consta de cuatro placas en la punta que empujan contra el sedimento, de modo similar a una raqueta de nieve. Esta estructura es la que deja una huella similar a la de un pájaro.
Se infiere que estas criaturas cazaban durante la noche, debido a las características de sus huellas.
Los cangrejos herradura se conocen desde el Periodo Ordovícido, más de 440 millones de años antes del presente. Euproop, un cangrejo herradura del Paleozoico Superior, muestran que estos animales  han cambiado poco durante los últimos 300 millones de años. Los fósiles de cangrejo herradura y otros organismos preservados en las calizas de Solnhofen son inusuales ya que en muchos casos se han encontrado partes blandas junto con los esqueletos. Se trata por lo tanto de una preservación excepcional, conocida por la expresión alemana Fossil Lagerstaette (o Lagerstätte).

## Especies
Según Bicknell et al. (2021):
- Mesolimulus tafraoutensis Lamsdell et al., 2020  Gara Sbaa Lagerstatte, Marruecos. Cretácico Tardío (Cenomaniense tardío – Turoniense temprano)
- Mesolimulus walchi (Desmarest, 1822) Caliza de Solnhofen, Alemania. Jurásico Tardío (Kimmeridgiense - Titoniense temprano)
- Mesolimulus sibiricus Ponomarenko, 1985 Formación Talynzhansk, Rusia. Jurásico Medio (Bathoniense)
- Mesolimulus woodwardi (Watson, 1909) Formación Arena de Northampton, Inglaterra. Jurásico Medio (Aaleniense)
- Mesolimulus crespelli Vıa Boada, 1987 Formación Caliza Alcover, España. Triásico Medio (Ladiniense)